# Renata Bravo
Renata Bravo Foschino (née le 14 septembre 1974 à Santiago) est une actrice, humoriste et animatrice de télévision chilienne.

## Cinéma
- 2009 : Parachoques
- 2014 : El Derechazo

## Télévision

### Émissions
- 1996-2003 : Jappening con Ja (Megavisión)
- 2001-2003 : Buenos días a todos (TVN) : Panchita Rickenberg (Personnage)
- 2002 : Con mucho cariño (TVN)
- 2002-2003 : De pe a pa (TVN)
- 2003-2006 : Mucho Lucho (Canal 13)
- 2006 : REC (Chilevisión) : Animatrice
- 2007 : Vértigo (Canal 13) : Participante
- 2007 : Locos por el baile (Canal 13) : Participante
- 2008-2009 : Pollo en Conserva (La Red) : Panéliste
- 2008 : Morandé con compañía (Mega) : Sketch: "Los Cuevas"
- 2009 : Pelotón (TVN) : Invitée
- 2010 : Acoso textual (Canal 13) : Panéliste
- 2012 : Tu cara me suena (Mega) : Coach et jury
- 2012 : Pareja perfecta (Canal 13) : Acting coach et jury
- 2012 : Saison 2 de Mujeres primero (La Red) : Invitée
- 2012 : Vértigo (Canal 13) : Gagnante de épisode
- 2013 : Los Tuins (Mega) : Personnage
- 2013 : AR Prime (Canal 13) : Panchita Rickenberg (Personnage)
- 2013 : Saison 3 de Mujeres primero (La Red) : Invitée
- 2013 : Dudo (13C) : Invitée
- 2014 : Adopta un famoso (TVN) : Participante
- 2015-2016 : Buenos días a todos (TVN) : Panéliste
- 2015-2016 : Mujer Glam (UCV Télévision) : Panéliste
- Depuis 2016 : Hola Chile (La Red) : Panéliste
- Depuis 2016 : Morandé con compañía (Mega) : Gloria (Sketch: "Aguanta Belloni")

### Séries
- 2001-2005 : Los Venegas (TVN) : Kimberly Soto

### Telenovelas
- 2008 : Lola (Canal 13) : Flora Soto
- 2009 : Los ángeles de Estela (TVN) : Nicole Wilkinson "Nicole TV"
- 2014 : Caleta del sol (TVN) : Clara Montecinos

## Radio
- 2008-2009 : Las Muñecas se peinan (Radio Pudahuel) : Animatrice
- 2010-2011 : Cero estres (Radio Agricultura) : Animatrice
- 2012 : 1,2,3 Esta Dupla es (Candela FM) : Animatrice (avec Arturo Walden)
- 2015 : Hoy Es Tu Día (Romántica FM) : Animatrice